# Panfluit
Een panfluit is een fluit die uit een aantal aan de onderzijde gesloten buizen is opgebouwd van verschillende lengte. Als materiaal wordt voor de Zuid-Amerikaanse panfluit veelal bamboe gebruikt. Daarnaast zijn er ook panfluiten gemaakt van hout, glas of metaal en kunststof. De naam panfluit is afkomstig van de Griekse god Pan.
Een panfluit wordt bespeeld door lucht over de buis tegen de rand te blazen. Iedere buis levert zo zijn eigen toon. Door de panfluit te kantelen kan de fluitist de toon met enige oefening wat laten zakken. Het bereik is afhankelijk van het aantal pijpjes en kan variëren van een octaaf tot ongeveer drie octaven. De toonhoogte is (vooral) afhankelijk van de lengte en (enigszins) van de doorsnede van de pijpjes. De panfluit kan wat worden verstemd door kleine wasbolletjes op de bodem van een pijpje plat te drukken. Een panfluit is voor een hobbyist tamelijk eenvoudig zelf te maken, van bamboe of bijvoorbeeld pvc-buis.
De panfluit wordt vooral in Zuidoost-Europa, in Roemenië, en Zuid-Amerika bespeeld. De vorm van de panfluiten verschilt naargelang de streek waarvan ze afkomstig zijn. Oorspronkelijk kwam de panfluit in vele delen van de wereld voor, zoals uit archeologische vondsten blijkt, maar in veel gebieden is zij in onbruik geraakt. Roemenië en de Andes zijn streken waar het instrument behouden is gebleven.
In de jaren zeventig kreeg de panfluit meer bekendheid door de Roemeense panfluitist Gheorghe Zamfir, een leerling van de legendarische Fănică Luca. De panfluit wordt door de meeste mensen geassocieerd met Roemeense en Zuid-Amerikaanse volksmuziek, maar met dit instrument kunnen ook heel goed andere muziekgenres worden gespeeld. Musici als Simion Stanciu, Nicolae Pirvu en anderen hebben aangetoond dat de panfluit zich ook goed leent voor uitvoeringen van klassieke muziek.
Matthijs Koene toonde door diverse uitvoeringen en workshops aan dat ook de avant-gardemuziek zich goed leent om met de panfluit te spelen. Er werden voor hem diverse composities geschreven, en hij ontwierp zelf een beknopte methodiek, waarin veel aandacht voor de moderne technieken, zoals microtonaliteit, glissando's, effecten als flatterzunge, multiphonics, whispertones, filtered noise, zingen en spelen tegelijkertijd, slaptongues, pizzicato, vibrato. Koene speelde werken van onder anderen Gerard Beljon, Chiel Meijering, David Helbich, André Douw, Matthias Kadar en Daan Manneke.

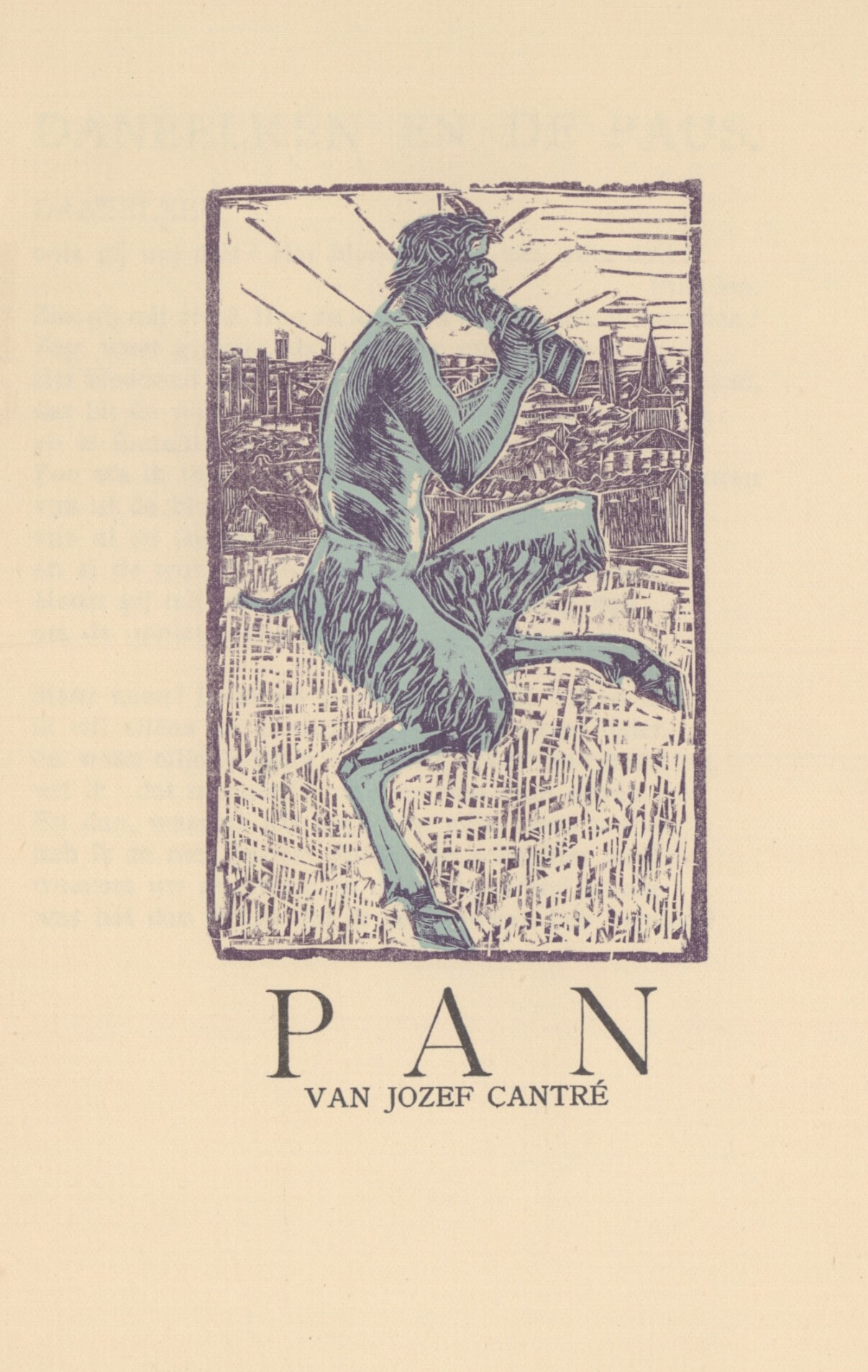
De god Pan spelende op zijn panfluit. Afgebeeld in het Vlaamse tijdschrift "Regenboog". Ontwerp voor houtsnede "Pan" van Jozef Cantré. Gepubliceerd in 1918.
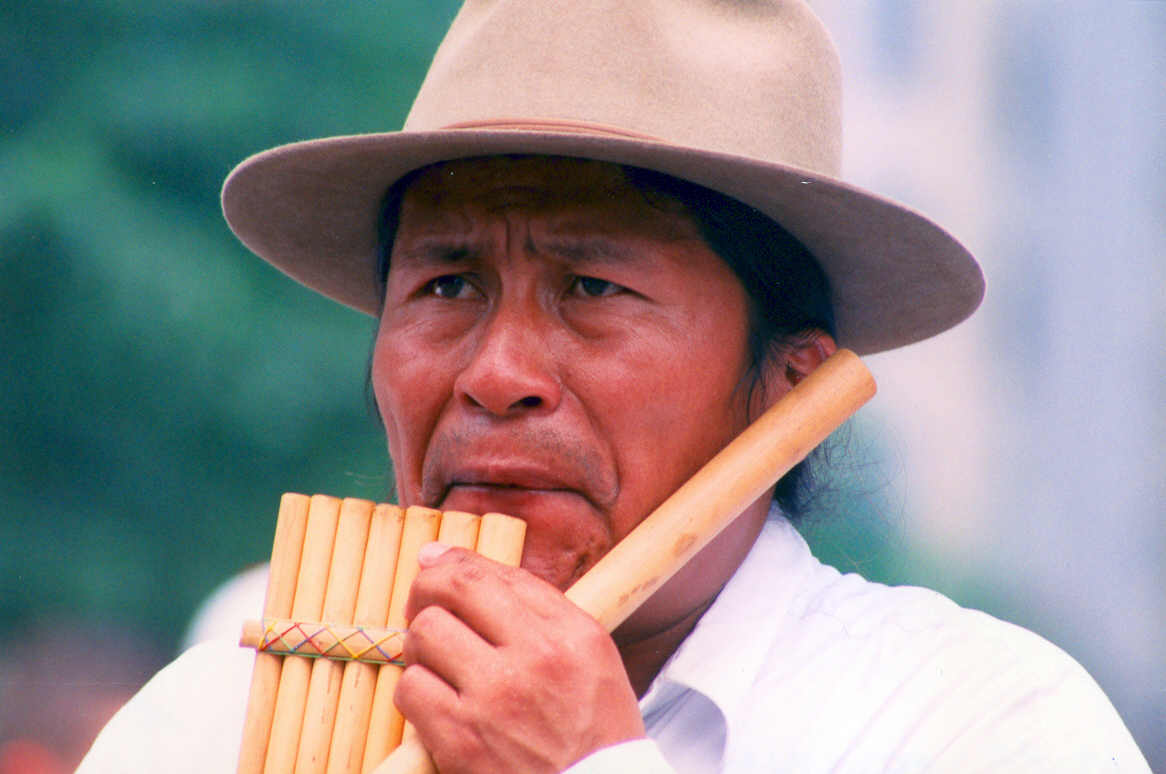
Panfluitspeler
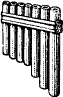
Zuid-Amerikaanse panfluit

## Websites
- (en)  History of the Panflute.